# David Korir
David Korir es un deportista keniano que compitió en atletismo adaptado. Ganó dos medallas de plata en los Juegos Paralímpicos de Londres 2012.

## Palmarés internacional
| Juegos Paralímpicos | Juegos Paralímpicos   | Juegos Paralímpicos | Juegos Paralímpicos |
| Año                 | Lugar                 | Medalla             | Prueba              |
| ------------------- | --------------------- | ------------------- | ------------------- |
| 2012                | Londres (Reino Unido) | Medalla de plata    | 800 m T13           |
| 2012                | Londres (Reino Unido) | Medalla de plata    | 1500 m T13          |